# Zack & Wiki: Quest for Barbaros’ Treasure
Zack & Wiki: Quest for Barbaros’ Treasure (jap. 宝島Z バルバロスの秘宝 Takara-jima Zetto Barubarosu no Hihō) – komputerowa gra przygodowa wydana w roku 2007 na konsolę Wii.

## Fabuła
Głównym bohaterem gry jest tytułowy Zack oraz małpka o imieniu Wiki. Wspólnie lądują na tajemniczej wyspie, na której ma znajdować się największy skarb słynnego pirata Barbarosa. Aby do niego dotrzeć, należy zdjąć klątwę rzuconą na tego pirata, a wówczas on pokaże, gdzie znajdują się jego bogactwa.

## Odbiór
Gra uzyskała bardzo pozytywne recenzje. Pomimo tego sprzedaż w pierwszym miesiącu od wydania w Stanach Zjednoczonych wyniosła 35 tys. sztuk. Większy sukces gra osiągnęła na rynku brytyjskim uzyskując miejsce 17 w rankingach sprzedaży w ciągu kilku dni od premiery.
W ścieżce dźwiękowej filmu promocyjnego pojawiły się dźwięki islamskiej modlitwy Allahu Akbar (będącej zarazem hymnem Libii). Po licznych skargach Capcom zdecydował się usunąć te dźwięki.